# Trichaeta burttii
Trichaeta burttii är en fjärilsart som beskrevs av William Lucas Distant 1900. Trichaeta burttii ingår i släktet Trichaeta och familjen björnspinnare. Inga underarter finns listade i Catalogue of Life.